# Place des Cocotiers
La place des Cocotiers est une importante place publique de Nouméa, située en plein cœur de son centre-ville, à l'ouest de la presqu'île. C'est le véritable épicentre de la ville, lieu de rencontre pour de nombreux Nouméens et bordé de commerces ou d'administrations, à commencer par l'hôtel de ville. Son centre, incarné par la fontaine Céleste, sert de point 0 au kilométrage des routes de Nouvelle-Calédonie. Il s'agit d'une assez vaste esplanade de 4 ha environ, de forme rectangulaire mesurant quelque 100 m de largeur (du nord au sud) pour 400 m de long (d'est en ouest), entièrement piétonne mais délimitée par plusieurs grandes artères, essentiellement à sens unique.
Les automobiles circulaient, à partir de 1977, dans le sens contraire des aiguilles d'une montre autour de la place. Toutefois, un nouveau plan de circulation dans le centre-ville a été mis en place entre septembre et novembre 2008 : les deux rues bordant la place au sud (rue Anatole-France, dont la circulation se faisait avant dans le sens ouest-est) et au nord (la rue Jean-Jaurès, qui reste dans le sens est-ouest) orientent désormais toutes deux les véhicules vers le port à l'ouest, avec une petite portion en double sens sur la rue Anatole-France le long du coin sud-est de la place. De même les portions des rues du Général-Mangin (à l'ouest, le long de la mairie, inchangée) et de Sébastopol (à l'est, dont le sens a été inversé) circulent désormais toutes deux du nord vers le sud. Il n'est donc plus désormais possible pour un automobiliste de faire le tour complet de la place.

## Historique

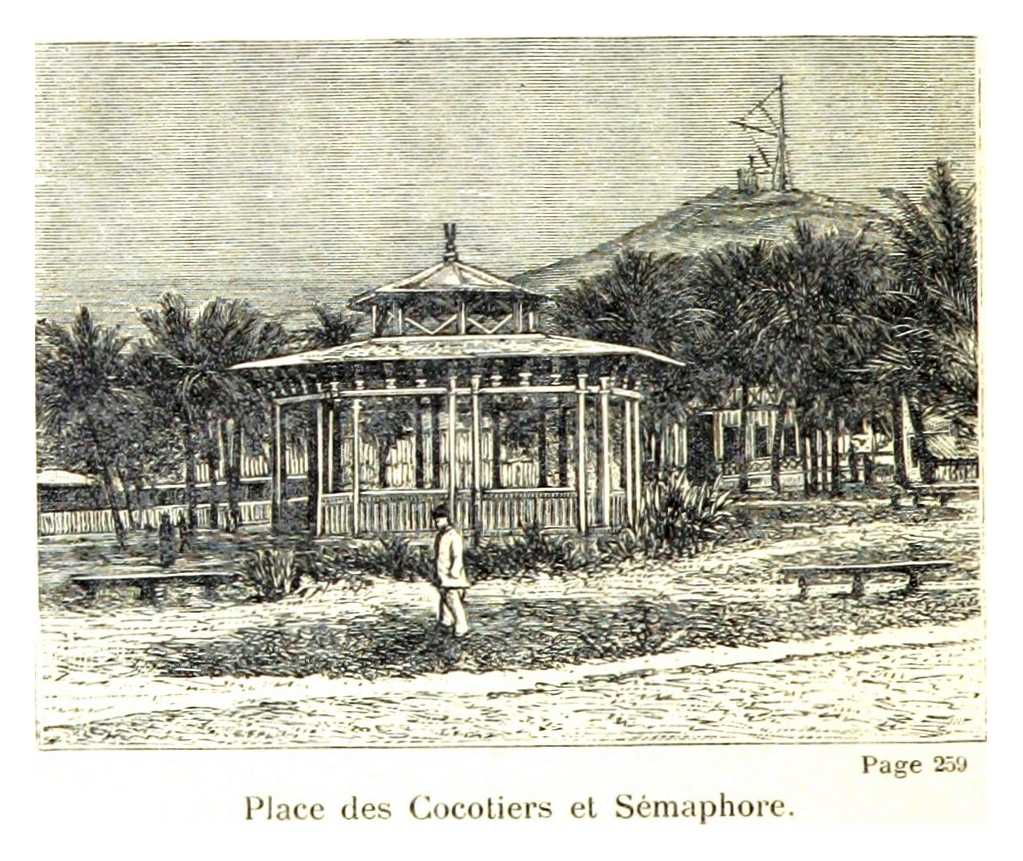
La place des cocotiers, avec le kiosque à musique, gravure, Charles Lemire, 1884.

En 1855, un an après la création de Port-de-France qui n'est encore qu'un petit centre militaire devant servir de chef-lieu pour la nouvelle colonie, l'ingénieur du Génie Paul Coffyn se voit confier la mission de dessiner le premier plan d'urbanisme de la future ville. Celui-ci prévoit alors la création d'une place à l'emplacement de l'esplanade actuelle, et qui est alors occupé par la mer, sous le nom de « Place Napoléon III ». Mais il faudra attendre de nombreuses années pour voir ce projet réaliser.
Les premiers remblais réalisés, la première place est créée sous le nom de Jardin de la Troupe ou Jardin de l'Infanterie de Marine, aujourd'hui appelée place Feillet située à l'extrémité est de l'actuelle place des Cocotiers, en 1861. Elle est alors bordée par la mer et par des marécages. Les militaires qui furent donc les premiers propriétaires de cette place y plantèrent de nombreux arbres, dont des cocotiers, ce qui la fait très vite appelée par les habitants « place des Cocotiers ». Ainsi, ce nom est mentionné dès un arrêté du maire de l'époque approuvé par le gouverneur le 22 mai 1875, traitant des « plaintes qui ont été faites au sujet des émanations qui s'élèvent de la place dite des Cocotiers » et interdisant alors d'y « jeter des immondices, de quelque nature qu'elles soient ». Cette première partie de l'actuelle place des Cocotiers n'est entièrement remblayée qu'en 1878, date à laquelle le conseil municipal décide d'y construire un kiosque à musique inauguré en 1883. Celui-ci, en mauvais état, fut entièrement reconstruit à l'identique mais en houp imputrescible en 1986, seule la lyre en métal le surmontant étant d'origine, et reste aujourd'hui l'un des principaux symboles de l'architecture coloniale du XIXe siècle et l'un des lieux symboliques de la place. En 1903, à la suite du décès du gouverneur Paul Feillet qui a alors particulièrement marqué la colonie pour avoir notamment mis fin à la transportation au bagne, cet espace prend son nom actuel de « place Feillet ».

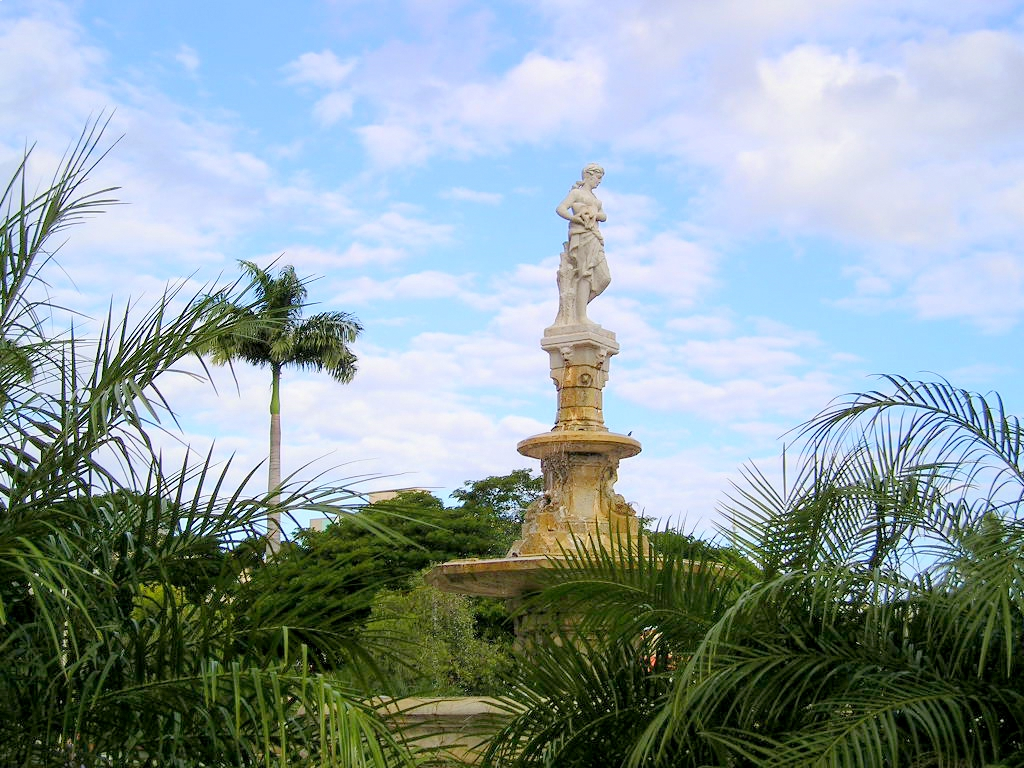
La fontaine Céleste sur la place des Cocotiers, en 2006.

La continuation des remblais permit également d'aménager à côté de ce Jardin de la Troupe et future place Feillet un autre espace, baptisé tout d'abord place des Jeux puis, à partir de 1885, place Courbet là encore en l'honneur d'un ancien gouverneur récemment décédé, à savoir Amédée Anatole Courbet (1827-1885) qui dirigea la colonie de 1880 à 1882. En 1892, il est décidé que cette place soit traversée par une voie de circulation, la rue de Rivoli (qui porte aujourd'hui le nom de rue Georges-Clemenceau), qui prend la forme alors d'un carrefour giratoire. En son centre est hissée le 2 septembre 1893 et inaugurée lors du 40e anniversaire de la prise de possession de la Nouvelle-Calédonie par la France le 24 septembre suivant une fontaine monumentale haute de 8 m. Elle fut sculptée en pierres provenant d'une carrière voisine par un artiste local, Paul Mahoux, et hissée et élevée grâce à l'emploi de la main d'œuvre pénale. Cette fontaine fit scandale à l'époque, représentant alors une femme à demi nue dont le modèle, Céleste Benyamina, était d'origine franco-algérienne. Cette dernière a depuis donné son nom à la sculpture, la fontaine Céleste étant devenue aujourd'hui, avec le kiosque à musique, l'autre symbole de la place des Cocotiers (classé comme monument historique) ainsi que le point 0 du kilométrage routier en Nouvelle-Calédonie. Quoi qu'il en soit, ce rond-point divise alors l'ancienne place Courbet : la moitié est, comprise entre la fontaine et la place Feillet, conserve le nom de place Courbet, tandis que la partie ouest devient en 1933 la place de la Marne, en référence à la bataille de 1914.

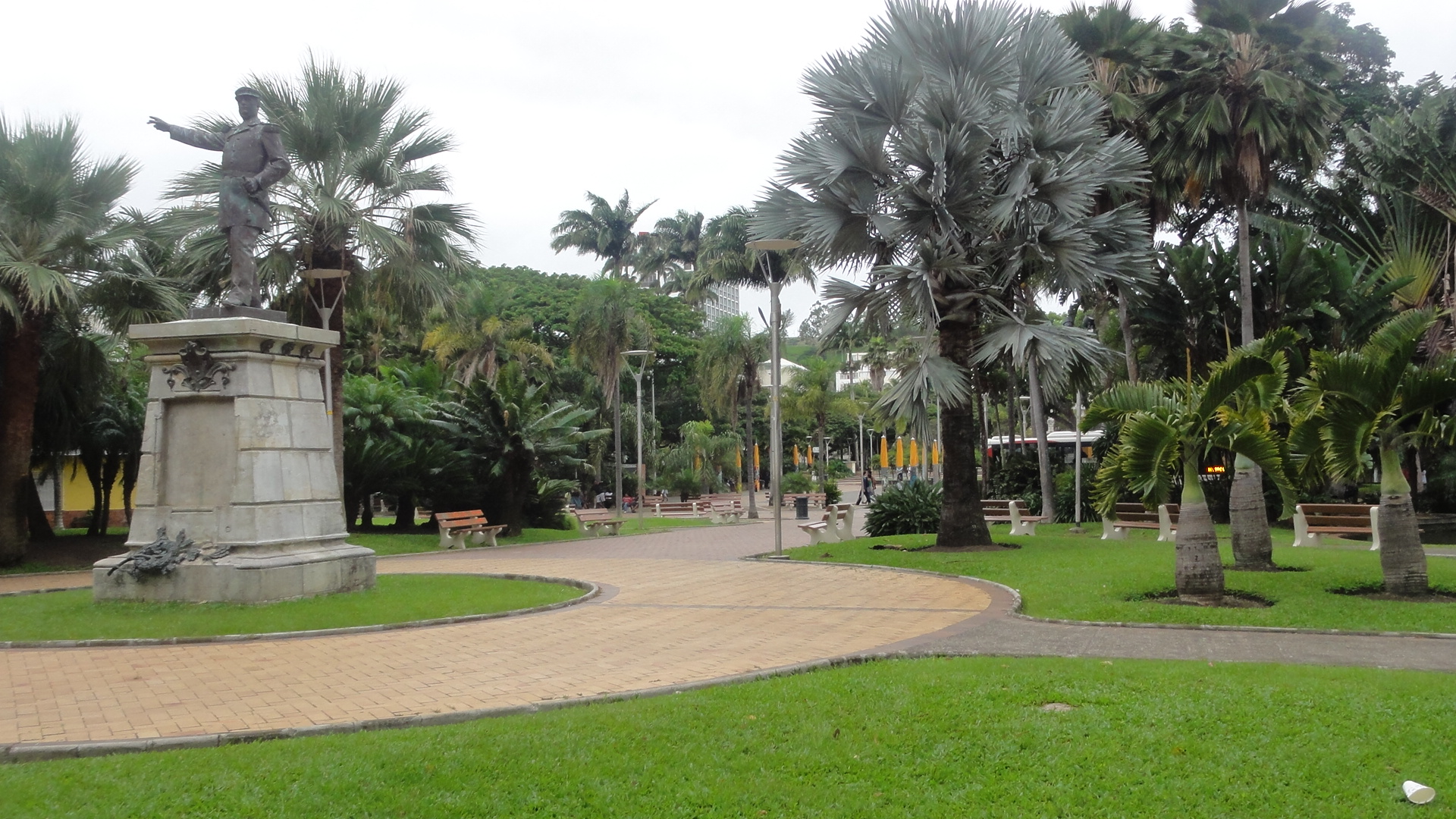
L'ancien square Olry (actuelle place de la Paix), en 2013.

Enfin, le centre-ville est totalement remblayé à la suite des travaux de l'ingénieur-voyer Edouard Pouillet, ce qui permet en 1892 d'aménager la dernière partie de la place des Cocotiers, à son extrémité ouest. Il s'agit alors d'un jardin botanique recouvert d'une végétation tropicale dense et diversifiée qui prend le nom du maire de l'époque, Pierre Sauvan. Mais il va rapidement changer de nom, car dès 1893 il est question d'y ériger une statue représentant Jean-Baptiste Léon Olry (1832-1890) qui fut gouverneur de 1878 à 1880 et considéré alors par la population nouméenne comme le sauveur de la colonie pour avoir été l'organisateur de la répression de la grande révolte kanak du grand-chef Ataï de 1878. Ce projet n'est pourtant repris qu'en 1895 lorsqu'il est révélé qu'une statue de l'ancien gouverneur, réalisée par Denys Puech sur des dessins de Paul Mahoux, avait été envoyée par sa famille et était restée oubliée sur les quais : la statue est alors inaugurée le 12 janvier 1897, et l'ancien jardin Sauvan devient le square Olry. Son socle, exécuté à nouveau par Mahoux, était orné à l'origine d'un bas-relief en bronze représentant les Kanaks de la révolte jetant leurs armes au pied du gouverneur Olry en signe de soumission. Celui-ci a finalement été enlevé le 25 septembre 1974, après plusieurs manifestations des Jeunesses calédoniennes et des Foulards rouges pour critiquer le caractère « colonialiste » et « provocant » de ce bas-relief. 
L'image de ce gouverneur étant devenue controversée dans un contexte de décolonisation pacifique décidée par les accords de Matignon de 1988 puis de Nouméa en 1998, le conseil municipal décide le 20 octobre 2020, en présence du ministre des Outre-mer Sébastien Lecornu, de rebaptiser le square Olry « place de la Paix  » en mémoire de la poignée de main historique du 26 juin 1988 entre le meneur indépendantiste Jean-Marie Tjibaou et le dirigeant non-indépendantiste Jacques Lafleur. Dans la continuité de cette décision, la statue du gouverneur Olry est enlevée de la place le 16 juillet 2021 pour être conservée dans les jardins du musée de la Ville. Elle est remplacée par une autre représentant cette poignée de main de 1988 qui a ouvert les discussions ramenant la paix civile en Nouvelle-Calédonie et la signature des accords. Cette sculpture en bronze de 2,5 m réalisée par Fred Fichet est inaugurée le 26 juin 2022,.

## Organisation de la place

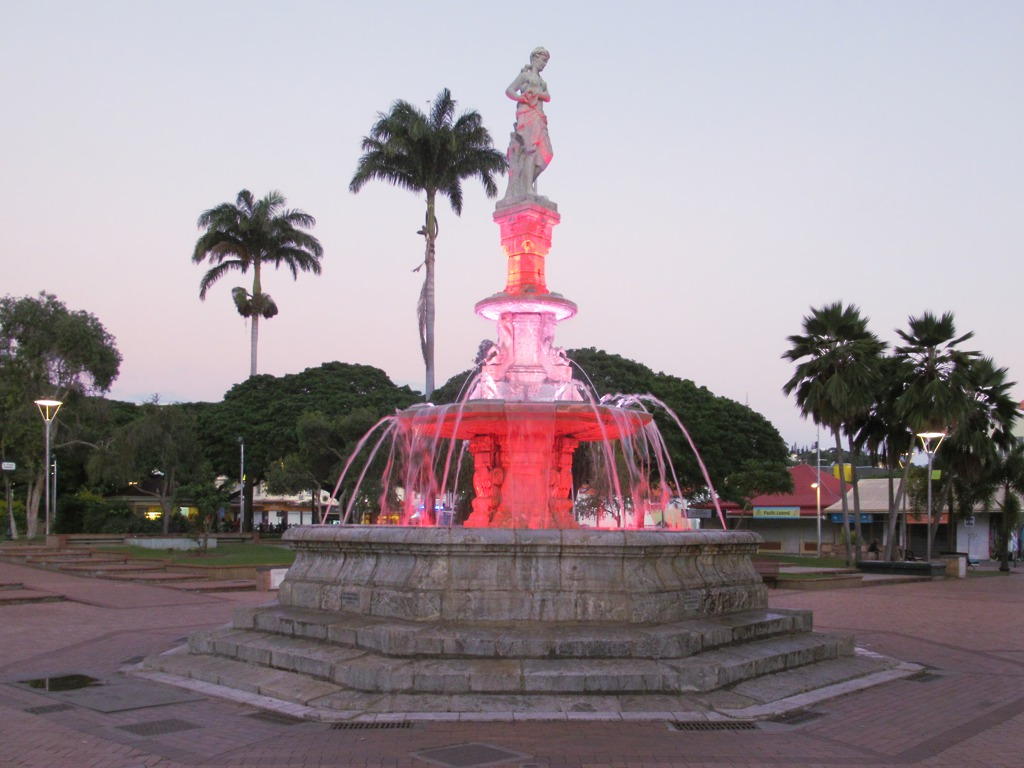
La fontaine Céleste illuminée et la place Courbet, en 2018.

Même si, depuis la politique de restructuration et de rénovation de la place qui a eu lieu dans les années 1980 et 1990, les voies de circulation transversales qui la traversaient autrefois et délimitaient ainsi quatre esplanades ont été aujourd'hui supprimées et totalement fermées, à l'exception d'une voie réservée aux bus et aux taxis qui y stationnent, les noms des différentes parties qui composent la place des Cocotiers ont été officiellement conservées. La place des Cocotiers forme donc bien aujourd'hui un ensemble homogène entièrement piéton, encore trop peu utilisé :
- place Feillet : à l'extrémité est, centrée sur le kiosque à musique autour duquel ont été aménagés des gradins en amphithéâtre, il s'agit surtout d'une grande esplanade découverte, à l'exception des grands cocotiers qui la borde, et sert notamment de terrain de jeux aux adolescents à vélo, à rollers ou à skateboards.
- place Courbet : entre la place Feillet et la fontaine Céleste, elle est agrémentée de plusieurs bosquets, de jeux d'eau et, sur ses côtés, de terrains de pétanque.
- place de la Marne : véritable cœur désormais de la place, entre la fontaine Céleste et la place de la Paix. C'est là que se montent les stands ou les scènes de concert dans le cadre des Jeudis du Centre-ville, soirées à thèmes organisées de manières hebdomadaires afin de revitaliser le centre et ses commerces. S'y montent aussi régulièrement des manèges. Enfin, l'office du Tourisme de la ville y est localisé, ainsi que la voie de circulation réservée aux bus et aux taxis.
- place de la Paix : à l'extrémité ouest, appelée jusqu'en 2020 « square Olry », elle était, jusqu'en juillet 2021, centrée sur la statue de l'ancien gouverneur Olry, et le sera à partir de juin 2022 sur celle de la poignée de main entre Jacques Lafleur et Jean-Marie Tjibaou. Entouré d'une assez importante végétation, l'ancien square Olry a pendant longtemps, et depuis sa création, eu mauvaise réputation. Une pièce en vers publiée par un certain Cagou dans le journal La France Australe du 3 avril 1933 fut ainsi intitulée Le Square Olry ou le Paradis des poivrots[13]. Si ce côté sulfureux est légèrement moindre aujourd'hui, ses bancs et ses allées servent encore aujourd'hui de refuge à certains sans domiciles fixes.

Outre les cocotiers, la place est également plantée de plusieurs Albizia saman (bois noir).

## Un carrefour

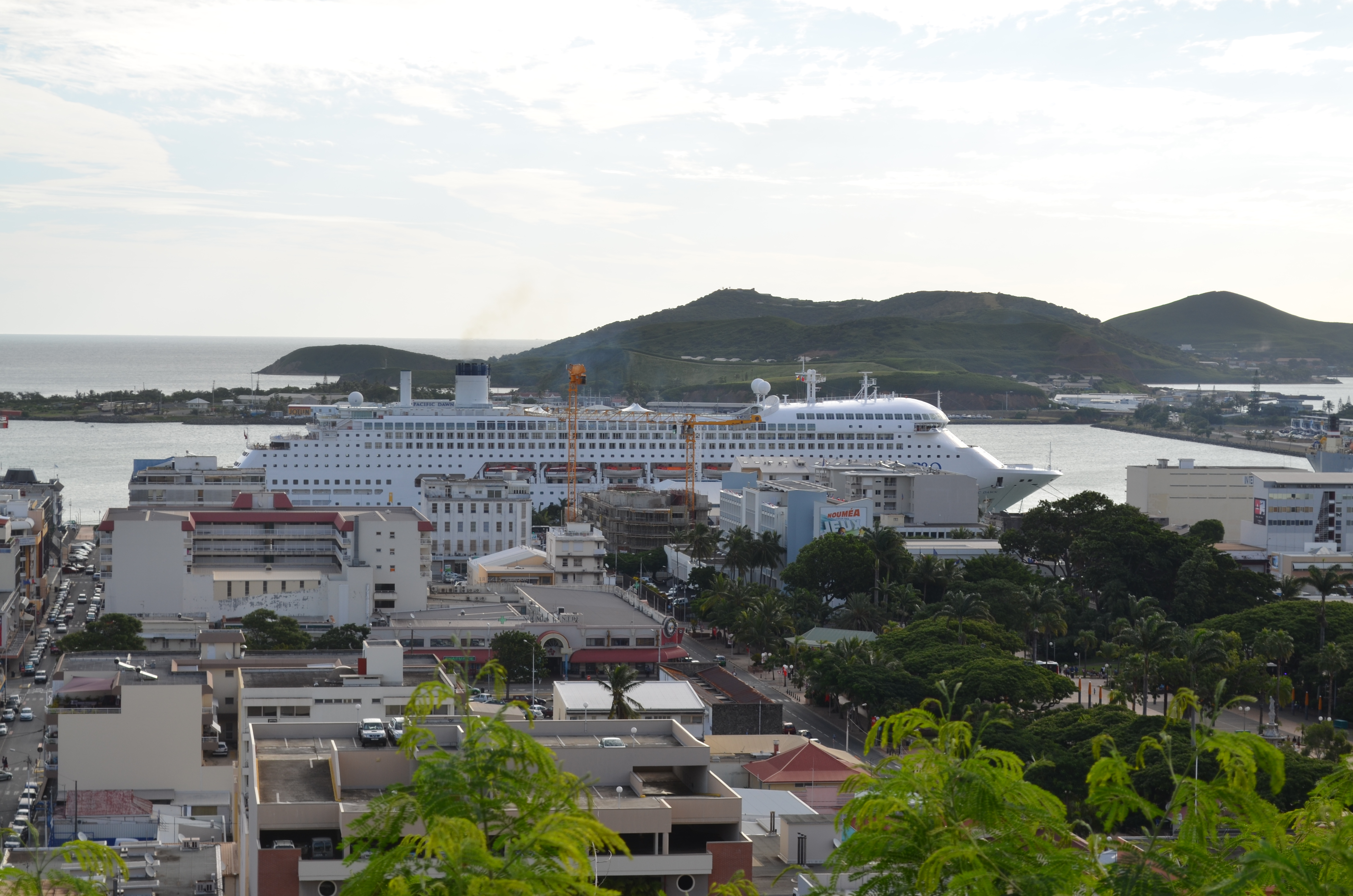
Vue du centre-ville de Nouméa depuis l'est, en 2010. La place des Cocotiers, et la rue Anatole-France qui la longe sur son côté sud, sont visibles à droite.

La place des Cocotiers est au carrefour de plusieurs axes importants.
- Elle est bordée à l'est par la rue de Sébastopol, l'une des principales rues commerçantes du centre. Avant le changement de 2008, elle offrait deux directions possibles à partir du coin sud-est de la place : soit vers le nord et l'hôtel du Haut-Commissariat, soit vers le sud. Désormais, son sens de circulation se fait entièrement du nord au sud. Après avoir quitté la place, elle passe ensuite derrière la Bibliothèque Bernheim, devant le commissariat et la poste centrale. Puis, en se transformant ensuite en Avenue Charles-de-Gaulle, elle continue vers la baie de l'Orphelinat et donc vers les quartiers sud du chef-lieu.
- À l'ouest, elle est longée par la rue du Général-Mangin qui part de l'ancienne entrée principale du Centre hospitalier territorial (CHT) Gaston Bourret, puis longe l'actuelle mairie de Nouméa (construite en 1972) qui fait face à la place de la Paix et aboutit sur le port au niveau du complexe de salles de cinéma CinéCity. Elle comporte une portion en sens unique, de l'hôpital jusqu'au coin sud-ouest de la place, puis est à double-sens jusqu'au port. Son sens de circulation est inchangé.
- Au sud, la place est bordée par la rue Anatole-France, qui part du pied de la colline du sémaphore à l'est pour aller jusqu'au port à l'ouest (son sens étant ainsi inversé entre le port et son intersection avec l'avenue du Maréchal-Foch, et un double-sens a été rajouté entre ce carrefour et celui avec la rue de Sébastopol, au coin sud-est de la place). Une bonne partie du quartier située de l'autre côté de cette rue par rapport à la place des Cocotiers constitue ce que les habitants appellent « Chinatown » du fait de la présence de nombreux commerces et restaurants asiatiques.
- Au nord, la rue Jean-Jaurès qui part elle aussi du pied de la colline du Sémaphore, à l'est, pour se rendre jusqu'au quai Jules-Ferry à l'ouest. Son sens ne change que dans sa partie occidentale, entre la colline et le coin nord-est de la place. Elle longe notamment l'ancienne mairie de Nouméa, initialement siège de la banque Marchand, et qui abrite aujourd'hui le musée de la Ville, mais aussi plusieurs commerces.

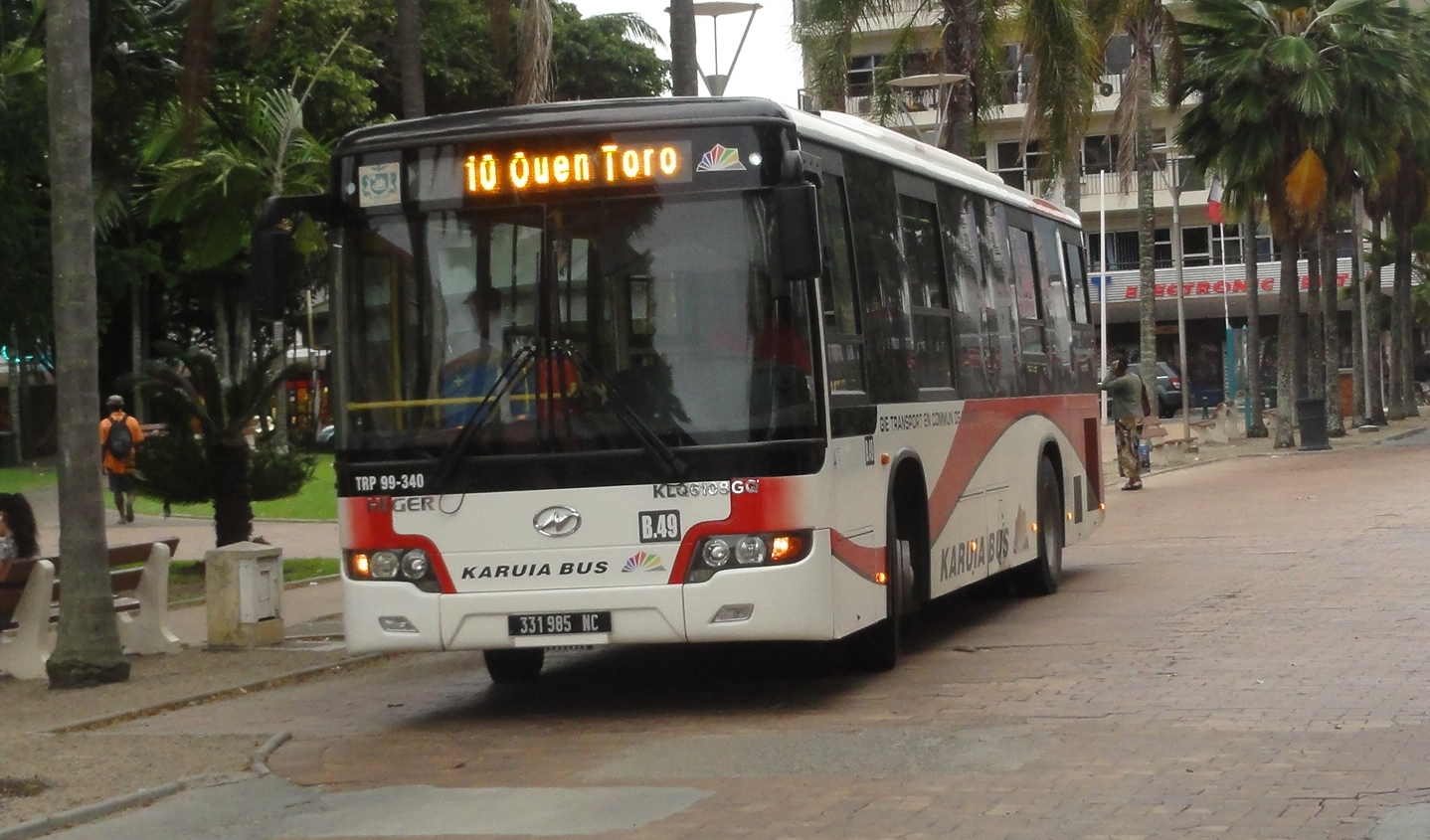
Un bus urbain de l'ancienne compagnie Karuïa, sur la place des Cocotiers (rue d'Austerlitz), en 2012.

Enfin, il faut noter les différentes rues transversales qui la traversaient autrefois (avant 1977) dans le sens nord-sud en coupant de manière perpendiculaire les rues Anatole France et Jean Jaurès. Il s'agit, en allant de l'est vers l'ouest (et donc de la rue de Sébastopol à la rue du Général-Mangin) de :
- L'avenue du Maréchal-Foch qui est une des principales artères de la ville, généralement à deux voire à trois voies et totalement en sens unique (convergeant vers la place de part et d'autre de celle-ci). Elle part de l'entrée du Haut-commissariat et du Siège principal du Vice-rectorat de la Nouvelle-Calédonie, puis devient une rue essentiellement commerçante ou abritant des sièges de sociétés locales, elle coupe alors notamment la rue de l'Alma, la principale rue marchande de la ville. De l'autre côté de la place, elle longe notamment l'ancien Palais de Justice devenu une galerie marchande (Le Village) ou encore la Bibliothèque Bernheim, puis constitue l'axe routier principal reliant les quartiers sud au centre-ville (dans ce sens uniquement) en passant devant le Commissariat et la poste centrale mais aussi le Musée territorial. Le nouveau plan de circulation de 2008 n'a pas modifié son sens.
- La rue Georges-Clemenceau

- La rue d'Austerlitz : bien que moins importante que la rue Clemenceau ou l'Avenue Foch, il s'agit toutefois d'un axe important, qui part du rond-point du Pacifique, passe par le centre en coupant la rue de l'Alma puis, de l'autre côté de la place des Cocotiers, le « Chinatown » (en double sens à partir de la place) pour terminer sa course sur le port. Depuis 1977, elle constituait la dernière voie circulable sur la place, ce passage étant sur cette portion réservée aux transports en commun (bus et taxis). À partir de 2008, elle devient la première réelle voie de circulation en site propre pour ces derniers, puisqu'elle leur est désormais réservée entre la place et le port, soit dans toute sa section traversant « Chinatown ».

La concentration des commerces mais aussi sa situation centrale posent de graves problèmes de stationnement aux alentours de la place mais aussi de circulation, les grandes artères qui bordent l'esplanade ou qui en partent étant généralement congestionnées aux heures de pointe.

## Sources
1. ↑  Nouveau plan de circulation du centre-ville de Nouméa sur le site www.lelagon.org
2. ↑  M. T. Faure-Bourdoncle, G. Kling, Les Rues de Nouméa, p. 92
3. ↑  Ibid., p. 125
4. ↑  Ibid., p. 99
5. ↑  Ibid., p. 92
6. ↑  Fiche de présentation de la Fontaine Céleste sur le site officiel de la ville de Nouméa
7. ↑  M. T. Faure-Bourdoncle, G. Kling, Op. cit., p. 200
8. ↑  Loreleï Aubry et Coralie Cochin, « Le square Olry sera rebaptisé Place de la Paix », sur francetvinfo.fr, 29 octobre 2020 (consulté le 9 novembre 2020)
9. ↑  Ibid., p. 226-227
10. ↑  Caroline Moureaux, « La statue du gouverneur Olry quitte la place des Cocotiers », sur francetvinfo.fr, 16 juillet 2021 (consulté le 30 avril 2022)
11. ↑  « En Nouvelle-Calédonie, une place de la Paix, entre devoir de mémoire et chemin vers l’avenir », sur Nouvelle-Calédonie la 1ère (consulté le 4 juillet 2022)
12. ↑  « Une statue de la célèbre poignée de main entre Tjibaou et Lafleur, symbole de paix, inaugurée à Nouméa », Le Monde.fr,‎ 27 juin 2022 (lire en ligne, consulté le 4 juillet 2022)
13. ↑  Ibid., p. 226